# 4 bites architektúra
Ez a szócikk a számítógép-architektúráról szól. Lásd még: 4 bites színmélység
A számítógép-architektúrák területén 4 bites egészek, memóriacímek és más adategységek azok, melyek legfeljebb 4 biten (0,5 oktett) kifejezhetők, illetve ilyen szélesek. 4 bites mikroprocesszor-, illetve ALU-architektúrák továbbá azok, melyek ilyen méretű regisztereket, címsíneket és adatsíneket használnak.
Az első, 1970 körül kifejlesztett mikroprocesszorok szóhossza 4 bit volt. Az első egychipes 4 bites mikroprocesszor a TMS 1000 volt. Az első, kereskedelemben kapható mikroprocesszor a binárisan kódolt decimális (BCD-alapú) Intel 4004 volt, amit számológépes alkalmazásokra fejlesztettek ki 1971-ben; 4 bites szóhosszúsága mellett 8 bites utasításai és 12 bites címei voltak. 
4 bites egységeket előszeretettel alkalmaztak a bitszelet-technikával készült processzorokban.

## Részletek
Az első egychipes 4 bites mikroprocesszor a TMS 1000 volt. Az Intel 4004-es, az első kereskedelmi forgalomba került egy IC-re integrált mikroprocesszor egy BCD-alapú 4 bites CPU volt. Három évvel korábban már létezett a 20 bites F-14 Tomcat Central Air Data Computer (vagy F14 CADC), de létezését a United States Navy 1997-ig katonai titokként kezelte. Jellemző példa még a kalkulátorokban, például a HP-48 tudományos számítógépekben használt  Saturn processzorok; ezek alapjában véve 4 bites gépek voltak, bár 4 bites szavak összefűzésével képesek voltak például 20 bites memóriacímet előállítani.
Az 1970-es években elterjedtek a négybites alkalmazások a zsebszámológépek tömegpiacán.
Négy bittel 16 különböző érték fejezhető ki. Az összes egyjegyű hexadecimális szám leírható négy biten. A binárisan kódolt decimális a tízes számrendszerbeli számjegyek olyan digitális kódolása, melyben minden decimális számjegyet négy biten kódolnak el.
| Bináris | Oktális | Decimális | Hexadecimális |
| ------- | ------- | --------- | ------------- |
| 0000    | 0       | 0         | 0             |
| 0001    | 1       | 1         | 1             |
| 0010    | 2       | 2         | 2             |
| 0011    | 3       | 3         | 3             |
| 0100    | 4       | 4         | 4             |
| 0101    | 5       | 5         | 5             |
| 0110    | 6       | 6         | 6             |
| 0111    | 7       | 7         | 7             |
| 1000    | 10      | 8         | 8             |
| 1001    | 11      | 9         | 9             |
| 1010    | 12      | 10        | A             |
| 1011    | 13      | 11        | B             |
| 1100    | 14      | 12        | C             |
| 1101    | 15      | 13        | D             |
| 1110    | 16      | 14        | E             |
| 1111    | 17      | 15        | F             |

## Négybites processzorok listája
4 bites processzorok nem teljes listája:
- TMS 1000 mikrovezérlő család (1971)
- Intel 4004 (1971)
- Intel 4040 (1974)
- AMD Am2900 áramkörcsalád (1975)
- Atmel MARC4 mag[1] - Mature.
- Toshiba TLCS-47 sorozat
- HP Saturn (mikroprocesszor) (1980-as évek)
- NEC μPD75X
- NEC (jelenleg Renesas) µPD612xA (megszűnt), µPD613x, μPD6x[2][3] and μPD1724x[4] infrared remote control transmitter microcontrollers[5][6]
- EM Microelectronics EM6600 család
- Epson S1C63 család